# Conselho de Governo Provisório das Forças Armadas
Conselho de Governo Provisório das Forças Armadas (em inglês:  Armed Forces Provisional Ruling Council, AFPRC) é uma junta militar e governo de transição que assumiu o controle da Gâmbia em julho de 1994 após um golpe militar.
Os quatro oficiais do Exército, liderados pelo Tenente Yahya Jammeh, depuseram o governo de Dawda Jawara com a justificativa de acabar com a extensa corrupção e com um governo não democrático. A junta proibiu a atividade política da oposição. O tenente Yahya Jammeh, presidente do Conselho de Governo Provisório das Forças Armadas, tornou-se chefe de Estado. Alguns meses depois, o capitão Sadibou Hydara, que era porta-voz da junta, e o capitão Sabali, vice-líder, foram acusados por Jammeh de conspirar um golpe de Estado e foram presos. O capitão Hydara foi torturado e morto na prisão.
O Conselho de Governo Provisório das Forças Armadas anunciaria um plano de transição para o regresso ao regime civil democrático. A Comissão Eleitoral Provisória Independente (CEPI) foi criada em 1996 para conduzir as eleições nacionais. O processo de transição incluiu a compilação de um novo cadastro eleitoral; a adoção de uma nova constituição por referendo em agosto do mesmo ano; eleições presidenciais em setembro daquele ano e eleições legislativas em janeiro de 1997, respectivamente. O Coronel Jammeh se reformou do exército para concorrer à presidência. Jammeh venceria as eleições e foi nomeado presidente da Gâmbia em 6 de novembro de 1996.